# Tselfatiiformes
Die Tselfatiiformes (= Bananogmiiformes) sind eine ausgestorbene Knochenfischordnung aus der Teilklasse der Echten Knochenfische (Teleostei). Die Gruppe stellt die bedeutendste Radiation mariner Echter Knochenfische in der Kreidezeit dar. Fossilien der Tselfatiiformes sind aus Europa, Nord-, Mittel- und dem nördlichen Südamerika, aus dem Nahen Osten und Nordafrika bekannt.
Die Ordnung erschien im oberen Albium an den Küsten Europas und Nordafrikas und breitete sich während des Cenomanium und Turonium über den Protoatlantik an die Küsten des nördlichen Südamerika, im Golf von Mexiko und in den Western Interior Seaway aus. Im Coniacium und Santonium waren sie in nordamerikanischen Küstengewässern sehr häufig, verschwanden aber aus Europa und Nordafrika. Einige wenige Arten lebten im Campanium noch im Golf von Mexiko, die Ordnung starb aber noch vor Ende dieser chronostratigraphische Stufe aus.

## Merkmale
Die Gattungen und Arten der Tselfatiiformes hatten einen hochrückigen Körper. Die Rückenflosse nahm den größten Teil der Rückenlänge ein. Die Brustflossen standen hoch. Bauchflossen konnten vorhanden sein oder fehlen, wenn vorhanden wurden sie von sechs oder sieben Flossenstrahlen gestützt. Die Schwanzflosse war gegabelt und hatte 18 Hauptflossenstrahlen. Die Mehrzahl der Flossenstrahlen war unsegmentiert. Der Oberkiefer wurde von Prämaxillare und Maxillare gebildet. Auch der Gaumen war bezahnt.

## Familien
Zu den Tselfatiiformes gehören drei Familien 21 Gattungen und 32 Arten.
- Eoplethodidae (eine monotypische Gattung)
- Plethodidae (17 Gattungen und vier Arten)
- Protobramidae (drei Gattungen und 27 Arten)

## Systematik
Die Tselfatiiformes konnten innerhalb der Teleostei zunächst nicht einer größeren Verwandtschaftsgruppe zugeordnet werden. Jüngere kladistische Untersuchungen anhand ihrer osteologischen Merkmale machten inzwischen deutlich, dass sie primitive Clupeocephala sind und die plesiomorphe Schwestergruppe einer Klade aus Otocephala (Clupeomorpha
and Ostariophysi) und Euteleostei darstellen.